# Stenalia biskrensis
Stenalia biskrensis es una especie de coleóptero de la familia Mordellidae.

## Distribución geográfica
Habita en Argel (Argelia).